# Serge Markó
Serge Markó, né le 5 décembre 1926 à Paris et mort le 4 septembre 2014 à Villepinte, est un peintre français, Peintre de l'Armée de terre, de l’Air et de la Marine. Il est connu pour ses représentations des Terres australes et antarctiques françaises, pour lesquelles il a créé des timbres-poste.

## Biographie
À Paris, Serge Markó suit ses études d’art en partie pendant la Seconde Guerre mondiale à l'École des arts appliqués à l'industrie et l'École des beaux-arts de Paris.
Il commence son activité professionnelle par le dessin publicitaire et crée une agence par la suite.
Dans les années 1970, avec des peintures ferroviaires et des marines, il participe à ses premiers Salons sur les conseils de Michel Tesmoingt, peintre officiel de trois armes françaises. En 1978, avec une peinture de la gare de triage de Pont-Cardinet, il remporte la médaille d’or au Salon des artistes français et se fait distinguer par la Marine. Il est appelé à peindre un sous-marin comme cadeau de retraite pour l’amiral Claude Pieri et devient peintre de la Marine en 1983.
Pieri, devenu administrateur des Terres australes et antarctiques françaises (TAAF) commande immédiatement son premier timbre-poste à Markó. Représentant le navire Lady Franklin brisant les glaces, il est gravé par Claude Haley et émis le 14 décembre 1983.
Sa carrière de peintre de la Marine et les commandes du Service des postes et télécommunications des TAAF l'amènent à voyager régulièrement sur les navires de la Marine et des Territoires, et à séjourner sur ces îles. Parmi ses nombreux timbres, il peint les bâtiments, la faune australe et même la vie des scientifiques en mission pour un carnet de 1999,.
Son premier timbre pour la France métropolitaine, où les TAAF sont figurés par une colonie de manchots, est inclus à l’intérieur du carnet Année de l'Outre-mer, émis le 28 novembre 2011.
Markó est également peintre de l'Armée de terre et peintre de l'Air.